# Ille XIII
Maillots
Actualités
Ille XIII est un club de rugby à XIII français fondé en 1945. Il est situé à Ille-sur-Têt dans le département des Pyrénées-Orientales. L'équipe première du club évolue dans le championnat de France de rugby à XIII de deuxième division : l'Élite 2.
Il est assez symptomatique de la situation des clubs français des années 2010 : fortement ancré dans la ruralité, il parvient cependant à obtenir des résultats sur le plan national.

## Histoire
C'est sous l'initiative d'Henri Rous que le rugby à XIII commence à Ille-sur-Têt, où le rugby à XV, avec l'« U.S. Illoise », était pratiqué avant-guerre.
Dans les années cinquante, le club favorise l'éclosion de jeunes talent, tel Roger Majoral qui est international en 1958-1959, Jacques Asparo, Vincent Mestres et Fernand Llaury qui remportent le champion de France de rugby à XV 1955 avec I'USAP, puis en catégorie « Championnat de France Honneur » avec Ille XIII en 1960. Ce titre, remporté  face à Nîmes, face à la formation de l'ASPTT de Marseille : les Catalans prennent l'avantage, 3 à 0, pour finalement l'emporter 10 à 8. Ce titre fait suite à un titre de champion du Roussillon remporté face à Elne.
Lors de la saison 1961-1962, Ille XIII affronte Pia en finale du championnat du Roussillon et s'impose 11 à 7. En Coupe de France, les Illois éliminent Villefranche-de-Rouergue (14-12) à Castelnaudary. En 1963, Ille dispute la finale nationale de deuxième division, face au club de Le Pontet. Ce dernier s'impose après les prolongations sur le score de 10 à 5.
Dans les années 1990, le club s'appuie sur une génération des juniors fédéraux, équipe championne de France à Lézignan, face à Carcassonne (16-6). Le club remporte titre de champion de France de promotion en 1992-1993 à en battant Caudiés-de-Fenouillèdes sur le score de 21 à 8. En 1995-1996, il bénéficie de l'expérience de l'ancien joueur de South Sydney, l'Australien Klaus Perkovic, pour disputer une nouvelle finale du championnat de France promotion. Le club perd  17 à 16 face aux Tarnais de Lescure. De nouveau en finale en 1998, Ille s'impose face à un autre club catalan, Salses XIII, sur le score de 26 à 12. La saison suivante, c'est la finale de Nationale 3  que Ille dispute, s'inclinant face à Montpellier sur le score de 30-15. L'année suivante, le club accède au groupe B. Les Illois atteignent les huitièmes de finale de la coupe de France Lord Derby face à Lézignan, cédant en fin de match sur le score de 34 à 14. La même année, ils s'inclinent en finale de la coupe de France Fédérale Albert Falcou face à Sainte-Livrade sur le score de 8 à 4.
les Illois se retrouvent en finale du championnat de France de nationale 2 face aux Audois d'Homps. Ces derniers s'imposent sur le score de 12 à 5. L'année suivante, de nouveau en finale, ils battent Le Barcarès XIII 20 à 6.

### L'accès en Élite 2
À la fin de la saison 2018-2019, fort de son titre de Champion de Division Nationale, le club est fortement pressenti pour accéder à l'Élite 2. La confirmation de cette « promotion  » ne tardera pas à arriver et sera officiellement annoncée en même temps que le calendrier de la saison 2019-2020.

## Palmarès
| Championnat de France de deuxième division | Championnat de France de troisième division                                                                      |
| ------------------------------------------ | --- |
| - Vainqueur (1) : 2023 - Finaliste :       | - Vainqueur : 1959/1960 honneur 11961/1962 1992/1993 1997/1998 promotion 12001/2002 2005/2006 DN2 12018/2019 DN1 |

## Bilan du club toutes saisons et toutes compétitions confondues
| Année                                      | Année                                      | Saison régulière                                                              | Saison régulière                                                              | Saison régulière                                                              | Saison régulière                                                              | Saison régulière                                                              | Saison régulière                                                              | Saison régulière                                                              | Saison régulière                                                              | Phase finale                                                                  | Phase finale                                                                  | Phase finale                                                                  | Phase finale                                                                  | Phase finale                                                                  | Phase finale                                                                  | Phase finale                                                                  | Coupe                                                                         |
| Année                                      | Année                                      | Class.                                                                        | Points                                                                        | MJ                                                                            | V.                                                                            | N.                                                                            | D.                                                                            | Pp.                                                                           | Pc.                                                                           | Perf.                                                                         | MJ                                                                            | V.                                                                            | N.                                                                            | D.                                                                            | Pp.                                                                           | Pc.                                                                           | Performance                                                                   |
| Championnat de France de deuxième division | Championnat de France de deuxième division | Championnat de France de deuxième division                                    | Championnat de France de deuxième division                                    | Championnat de France de deuxième division                                    | Championnat de France de deuxième division                                    | Championnat de France de deuxième division                                    | Championnat de France de deuxième division                                    | Championnat de France de deuxième division                                    | Championnat de France de deuxième division                                    | Championnat de France de deuxième division                                    | Championnat de France de deuxième division                                    | Championnat de France de deuxième division                                    | Championnat de France de deuxième division                                    | Championnat de France de deuxième division                                    | Championnat de France de deuxième division                                    | Championnat de France de deuxième division                                    | Coupe de France                                                               |
| 2020                                       | 2020                                       | Éditions annulées et titres non décernés en raison de la pandémie de Covid-19 | Éditions annulées et titres non décernés en raison de la pandémie de Covid-19 | Éditions annulées et titres non décernés en raison de la pandémie de Covid-19 | Éditions annulées et titres non décernés en raison de la pandémie de Covid-19 | Éditions annulées et titres non décernés en raison de la pandémie de Covid-19 | Éditions annulées et titres non décernés en raison de la pandémie de Covid-19 | Éditions annulées et titres non décernés en raison de la pandémie de Covid-19 | Éditions annulées et titres non décernés en raison de la pandémie de Covid-19 | Éditions annulées et titres non décernés en raison de la pandémie de Covid-19 | Éditions annulées et titres non décernés en raison de la pandémie de Covid-19 | Éditions annulées et titres non décernés en raison de la pandémie de Covid-19 | Éditions annulées et titres non décernés en raison de la pandémie de Covid-19 | Éditions annulées et titres non décernés en raison de la pandémie de Covid-19 | Éditions annulées et titres non décernés en raison de la pandémie de Covid-19 | Éditions annulées et titres non décernés en raison de la pandémie de Covid-19 | Éditions annulées et titres non décernés en raison de la pandémie de Covid-19 |
| 2021                                       |                                            | Éditions annulées et titres non décernés en raison de la pandémie de Covid-19 | Éditions annulées et titres non décernés en raison de la pandémie de Covid-19 | Éditions annulées et titres non décernés en raison de la pandémie de Covid-19 | Éditions annulées et titres non décernés en raison de la pandémie de Covid-19 | Éditions annulées et titres non décernés en raison de la pandémie de Covid-19 | Éditions annulées et titres non décernés en raison de la pandémie de Covid-19 | Éditions annulées et titres non décernés en raison de la pandémie de Covid-19 | Éditions annulées et titres non décernés en raison de la pandémie de Covid-19 | Éditions annulées et titres non décernés en raison de la pandémie de Covid-19 | Éditions annulées et titres non décernés en raison de la pandémie de Covid-19 | Éditions annulées et titres non décernés en raison de la pandémie de Covid-19 | Éditions annulées et titres non décernés en raison de la pandémie de Covid-19 | Éditions annulées et titres non décernés en raison de la pandémie de Covid-19 | Éditions annulées et titres non décernés en raison de la pandémie de Covid-19 | Éditions annulées et titres non décernés en raison de la pandémie de Covid-19 | Éditions annulées et titres non décernés en raison de la pandémie de Covid-19 |
| 2022                                       | 2022                                       | 4e                                                                            | 39                                                                            | 18                                                                            | 12                                                                            | 0                                                                             | 6                                                                             | 587                                                                           | 370                                                                           | Demi-finale                                                                   | 2                                                                             | 1                                                                             | 0                                                                             | 1                                                                             | 67                                                                            | 50                                                                            | Annulée                                                                       |
| 2023                                       | 2023                                       | 1er                                                                           | 44                                                                            | 16                                                                            | 14                                                                            | 0                                                                             | 2                                                                             | 516                                                                           | 254                                                                           | Champion                                                                      | 2                                                                             | 2                                                                             | 0                                                                             | 0                                                                             | 67                                                                            | 40                                                                            | Seizième de finale                                                            |
| 2024                                       | 2024                                       | 3e                                                                            | 40                                                                            | 18                                                                            | 13                                                                            | 0                                                                             | 5                                                                             | 580                                                                           | 364                                                                           | Demi-finale                                                                   | 2                                                                             | 1                                                                             | 0                                                                             | 1                                                                             | 82                                                                            | 44                                                                            | Huitième de finale                                                            |
| 2025                                       | 2025                                       | 3e                                                                            | 35                                                                            | 16                                                                            | 11                                                                            | 0                                                                             | 5                                                                             | 473                                                                           | 327                                                                           | Demi-finale                                                                   | 2                                                                             | 1                                                                             | 0                                                                             | 1                                                                             | 41                                                                            | 41                                                                            | Huitième de finale                                                            |

## Personnalités et joueurs
En 2011, l'école du club et ses dirigeants, Bernard et Cristelle Llong, reçoivent une équipe de France 5, qui lui consacre ensuite une partie de l'émission Échappées Belles. Celle-ci est diffusée le 19 novembre de la même année.
En 2019, un ancien joueur de l’Élite 1, qui jouait pour Palau est particulièrement attendu : il s'agit de Thibault Cordoba qui rejoint le club pour la saison 2019-2020.

## Vidéographie
Séquence sur l'école de rugby en 2011 dans l'émission Échappées belles (à partir de la 42e minute)
Finale junior du 28 octobre 2018 contre St Estève - XIII Catalan